# محمد علي قسام
محمد علي بن حمود بن خليل النجفي المعروف بـقَسّام (1873 -  26 يناير 1954) (1290 - 22 جمادى الأولى 1373) خطيب ديني وشاعر عراقي. ولد في النجف ونشأ بها. توفي والده وله سنة واحدة فكفله أخوه الفقيه قاسم، ودرس عليه أولًا ثم انصرف إلى الخطابة الحسينية، وتتلمذ على مشاهير الخطباء، حتى برز واشتهر كثيرًا. دافع عن المقاومة ضد قوات البريطانية في حملة بلاد الرافدين، واشتهر بمواقفه الوطنية في العراق العثماني والانتداب البريطاني حتى لقّب بـ«خطيب الإسلام». توفي في بغداد ودفن في النجف. له عدة مؤلفات مخطوطة ومطبوعة، وأشعار كثيرة. 

## سيرته
هو محمد علي بن حمود بن خليل بن محمد علي بن حسن بن زاير بن حسن بن خليل بن علي بن حسن الخفاجي النجفي. تعرف أسرته بـآل قسام التي ترجع نسبه إلى خفاجة، وهي من الأسر القديمة في النجف. 

ولد محمد علي قسام في النجف بولاية بغداد العثمانية سنة 1290 هـ/ 1873 م ونشأ بها. توفي والده وله من العمر سنة‌ واحدة فكفله أخوه الفقيه قاسم وأخذ عنه مبادئ اللغة وعلوم الدينية. ثم توجه إلى فن الخطابة الدينية فأخذ عن محمد ثامر أصول هذه الفن وقواعده، حتى أصبح من أبرز خطباء عصره. ثم سكن الحيرة مدة وقد أراد منه البقاء هناك محمد طه نجف، وكانت له فيها مكانة عالية عند وجهائها وأهاليها، وقد أسس في حسينية الحيرة ناديًا ثقافيًا. 

كان من وجوه المقاومة العراقية ضد حملة بلاد الرافدين، وانضم إلى محمد سعيد الحبوبي في معركة الشعيبة. ولما احتلت الإمبراطورية البريطانية البصرة في 2014 وعاد الجيش العثماني إلى بغداد واجتمع العلماء في بغداد يحرضون على المقاومة ترقى المنصة التي أُعدت وألقى خطبة إرتجالية نالت إعجاب العام وشكره رسميًا الوالي سليمان نظيف. ثم عاد إلى النجف ومنها توجه نحو الشعيبة، ساحة القتال، وكانت له وقائع مشهورة هناك. 

دافع عن ثورة العشرين، وهدمت داره في الحيرة بعد الاحتلال البريطاني. ومنع من الخطابة ثم رجع إلى أن حلّ الحكم الوطني الملكي فحيّاه الملك فيصل على مواقفه فكان من رموز الحركة الوطنية العراقية. ثم انتقل إلى الكوفة واستوطنها عام 1945. 

توفي محمد علي قسام في بغداد في المستشفى الملكي يوم 24 جمادى الأولى 1373/ 28 يناير (كانون الثاني) 1954 وقيل 22 جمادى الأولى/ 26  يناير، ونقل جثمانه إلى النجف ودفن بالصحن الحيدري بالعتبة العلوية بحجرة رقم 46. وقد أقيمت له أربعينية حافلة.

## أدبه
له خطب كثيرة في أكثر المناسبات، يحرض فيه على طرد الاستعمار، وتطبيق الحكم الوطني وغيرها حتى اشتهر في العراق بـ«خطيب الإسلام». 
جاء في معجم البابطين عنه «طرق الأغراض التقليدية من مدح ورثاء وغزل، والرثاء هو الغرض الثاني في شعره، لغته سلسة، ومعانيه قليلة، وتراكيبه متينة، أما في بلاغته وصوره فهو لا يغادر منهج القدماء.»  ومن شعره «حنيني»:

## آثاره
من مؤلفاته:
- الأخلاق المرضية في الدروس المنبرية، طبع سنة 1963.
- أسنى التحف في شعراء النجف
- نفائس المجالس في شتى الفنون، مخطوطة.

## وصلات خارجية
- في بوابة الشعراء